# معاهدة الانضمام 1972
كانت معاهدة الانضمام لعام 1972 هي الاتفاقية الدولية التي نصت على انضمام الدنمارك وأيرلندا والنرويج والمملكة المتحدة إلى الجماعات الأوروبية. ولم تصادق النرويج على المعاهدة بنتيجة استفتاء أجري في سبتمبر 1972 . تمت المصادقة على المعاهدة من قبل الدنمارك وأيرلندا والمملكة المتحدة، والتي أصبحت اعتباراً من 1 يناير 1973 دولاً أعضاء في الجماعة الأوروبية. وتظل هذه المعاهدة جزءا لا يتجزأ من الأساس الدستوري للاتحاد الأوروبي.
انسحبت المملكة المتحدة من الاتحاد الأوروبي رسمياً في 31 يناير 2020 بعد 47 عامًا من العضوية، وذلك نتيجة رغبة أغلب المشاركين في استفتاء في عام 2016، حيث أبدى 51.9% من الناخبين رغبتهم في مغادرة الاتحاد، ولم تعد المملكة المتحدة ملزمة قانونًا بهذه المعاهدة.

## السياق
كانت كلاً من الدنمارك والنرويج والمملكة المتحدة مرتبطين اقتصادياً وذلك بحكم عضويتهم في رابطة التجارة الحرة الأوروبية. بينما كان يضعف دور المملكة المتحدة في الشؤون الدولية في الستينات لصالح الدول الأعضاء في الجماعة الأوروبية، والتي كانت في الستينيات تتعافى بقوة من الحرب العالمية الثانية؛ ظلت أيرلندا تعتمد اقتصاديًا على المملكة المتحدة، والتي مثلت ما يقرب من 75٪ من صادراتها  وسعت إلى تقليل هذا الاعتماد.
للانضمام إلى الجماعة الأوروبية، كان على هذه الدول استيفاء معيارين: الأول هو أن يكونوا جزءً من القارة الأوروبية وأن يحصلوا على موافقة جميع الدول الأعضاء. في 31 يوليو 1961 تقدمت المملكة المتحدة  وأيرلندا  والدنمارك  بطلب الانضمام إلى الجماعة الأوروبية. في عام 1963، وبعد مفاوضات مطولة، رفض فرنسا طلب بريطانيا باستخدامها حق النقض وذلك بسبب نفور شارل ديغول من المملكة المتحدة، والتي اعتبرها "حصان طروادة" للولايات المتحدة. انتشر رفض ديغول بنطقه بكلة "لا" أمام كاميرات التلفزيون في تلك اللحظة الحرجة، وهو التصريح الذي استخدم لتلخيص المعارضة الفرنسية للمملكة المتحدة لسنوات عديدة بعد ذلك. وقال رئيس الوزراء البريطاني هارولد ماكميلان بعد ذلك إنه لطالما كان يعتقد أن ديغول سوف يمنع انضمام المملكة المتحدة للجماعة الأوروبية، لكنه اعتقد أنه سيفعل ذلك بهدوء خلف الكواليس. وفي وقت لاحق اشتكى بشكل خاص من أن "جميع خططنا أصبحت في حالة يرثى لها".

## التوسيع
ألغت فرنسا، بقيادة جورج بومبيدو خليفة ديغول، معارضتها بعد مؤتمر قمة الجماعة الاقتصادية الأوروبية في لاهاي عام 1969. وقد أتاح هذا توسيع العضوية، الأمر الذي وفر مزيد من التقارب السياسي بين الجماعة الاقتصادية الأوروبية ورابطة التجارة الحرة الأوروبية.
بعد فترة طويلة من المفاوضات، تم التصديق على توسيع عضوية الجماعة الأوروبية من قبل البرلمانات الوطنية للدول الأعضاء، باستثناء فرنسا التي إجرات استفتاء على توسيع الجماعة الأوروبية في أبريل 1972 والذي حظي على موافقة 68% من الأصوات.
بين مايو وأكتوبر 1972، تم تمرير المعاهدة في ثلاث دول أعضاء في رابطة التجارة الحرة الأوروبية؛ في أيرلندا أجري استفتاء في 10 مايو 1972وتمت المصادقة على المعاهدة بعد الحصول على الموافق بنسبة 81.3٪ من الأصوات؛ في المملكة المتحدة تم تمرير المعاهدة من قبل مجلسي البرلمان؛ وفي الدنمارك تم تمرير المعاهدة من خلال استفتاء بنسبة 63.3٪ من الأصوات. لكن رفضت غالبية الناخبين في النرويج تمرير المعاهدة، حيث عارض 53.5% من الناخبين انضمام البلاد، واستقال رئيس الوزراء تريغفي براتيلي في أعقاب هزيمة حكومته. كانت هذه المحاولة الثانية التي قامت بها النرويج لتصبح عضوًا، بعد رفضها من قبل فرنسا في عام 1962 ومرة أخرى مؤقتًا في عام 1967، ولكنها كانت المحاولة الأولى لإجراء استفتاء بعد مفاوضات ناجحة.
لم تتشاور المملكة المتحدة مع مواطنيها بشكل مباشر إلا بعد انضمامها إلى الجماعات الأوروبية: ففي أعقاب الانتخابات العامة البريطانية في أكتوبر 1974، عقدت حكومة حزب العمال برئاسة هارولد ويلسون استفتاءً للوفاء بأحد وعود حملتها الانتخابية. حيث تمت إقامة استفتاء غير ملزم في 5 يونيو 1975 ‏ أي بعد عامين ونصف من انضمام المملكة المتحدة، حيث كان هذا الاستفتاء سابقة في سياسة المملكة المتحدة باعتباره أول استفتاء وطني على الإطلاق يُعقد في المملكة المتحدة، كانت نتيجة التصويت أغلبية ساحقة وافقت على الانضمام بنسبة 67.23% من المشاركين مع نسبة إقبال بلغت 65%.

## العواقب القانونية
إن أحد التغييرات الأساسية التي أحدثتها المعاهدة مذكور في المادة 3(3) من "القانون المتعلق بشروط الانضمام والتعديلات على المعاهدات" المرفق حيث يتفق الأعضاء الجدد على أنهم، فيما يتعلق باتفاقيات الدول الأعضاء والمجتمعات الأصلية، "سيلتزمون بالمبادئ والإرشادات المستمدة من تلك الإعلانات أو القرارات أو المواقف الأخرى وسيتخذون التدابير اللازمة لضمان تنفيذها". وتستمر المادة 4 في قائمة الاتفاقيات التي يلتزمون بها، وفي الفقرة 4(4) يتفقون على تعديل اتفاقياتهم الدولية "بما يتوافق مع الحقوق والالتزامات الناشئة عن انضمامهم إلى المجتمعات".